# William Mitten
William Mitten (Hurstpierpoint, Sussex, 30 de Novembro de 1819 — Londres, 27 de Julho de 1906) foi um farmacêutico e químico que se notabilizou como um dos pioneiros da briologia, especializando-se no estudo e classificação dos Bryophyta.

## Biografia
William Mitten foi considerado como a maior autoridade em briologia na segunda metade do século XIX, tendo juntado uma colecção com cerca de 50 000 espécimes de briófitos (musgos, líquenes e hepáticas) na sua residência em Hurstpierpoint, Sussex.
A colecção agrupa em grande parte espécimes recolhidos em todo o mundo por outros colectores e está presentemente alojada no New York Botanical Garden, entidade que a adquiriu após a morte de Mitten.
Entre os colectores que contribuíram para a colecção contam-se Richard Spruce e Alfred Russel Wallace, tendo este último sido subsequentemente genro de Mitten.